# 平瀬信太郎
平瀬 信太郎（ひらせ しんたろう、1884年（明治17年）2月28日 - 1939年（昭和14年）9月9日）は、日本の貝類学者。父の平瀬與一郎や同年代の黒田徳米らとともに、日本における貝類学の発展に寄与した学者の一人である。
ニシキウズガイ科の巻貝の一種 ヒラセギンエビス Ginebis argenteonitens hirasei Otsuka et Taki,1943 は、平瀬の功績を記念した献名がなされている。

## 経歴
1884年（明治17年）、平瀬與一郎の長男として淡路島福良（現 : 南あわじ市）に生まれた。旧制の京都府立第一中学校（現 : 京都府立洛北高等学校）、第三高等学校、京都帝国大学文学部（現 : 京都大学）を卒業した。京都帝国大学では心理学を学んだが、東京帝国大学（現 : 東京大学）の理学部動物学科に進み、大学院で軟体動物を研究した。この時の論文『寄生螺の一種に就いて』が当時の『動物学雑誌』に掲載されたのを皮切りに、生涯に43編の論文を書いた。
1920年（大正9年）から明治大学予科で自然科学の講義を行い、1923年（大正12年）からは法政大学予科と専修大学予科でも講義を行った。1925年（大正14年）に旧制成蹊高等学校の教授に就任した。1928年（昭和3年）、日本貝類学会が設立された際には黒田徳米らと共に発起人の一人となった。
1934年（昭和9年）には、『天然色写真・日本貝類図譜』（松邑堂）を出版した。これは1,360種の貝類を掲載した図鑑で、図版・学名・和名・産地が記録されていたが、詳しい説明がなかった。しかし当時はこれほどの図鑑がなく、広く利用された。更に平瀬は続巻の出版を計画し、日本貝類図譜の不足分を補う各種説明や微小貝類図説の用意を進めていた。しかし1939年（昭和14年）に東京の自宅で病没し、その出版を見ることはなかった。
残された貝類標本は三井家に渡ったが、太平洋戦争の混乱で多くが消失、平瀬が続巻のために用意した遺稿もまた戦災で散逸した。戦後、瀧庸（たき いさお）の増補改訂を経て、昭和26年（1951年）に『天然色写真版日本貝類図鑑』が出版された。